# Râul Ghișag
Râul Ghișag este un curs de apă, afluent al râului Cugir. 